# Джон Маррс
Джон Маррс (англ. John Marrs) — відомий британський письменник, автор психологічних трилерів та науково-фантастичних романів. У минулому — журналіст, що працював у Лондоні та Нортгемптонширі. Зробив кар'єру на інтерв'ю зі знаменитостями телебачення, кіно та музики для національних газет і журналів.

## Біографія
Джон Маррс народився 4 листопада у 1970 році в м. Нортгемптон (графство Нортгемптоншир, Велика Британія). Добре навчався в школі, улюбленими предметами були англійська мова та література. З точними науками було гірше, автор згадує, як чотири рази провалив GCSE з математики. У віці 18 років Маррс почав писати для місцевих газет у Нортгемптоні, Давентрі та Пітерборо, а потім переїхав до Лондона, щоб писати для національних видань: News of the World's Sunday, The Guardian і Daily Express. Досить швидко став успішним фрілансером. Прославився тим, що брав інтерв'ю у знаменитостей для різноманітних видань, а також писав статті для журналів Q, Total Film, GT, Classic Pop, Men's Health і Arena.
Дебютний роман The Wronged Sons написав у 43 роки. Рукопис був готовий у 2013 році, але його відхилили 80 агентів і видавців. Роман 6 місяців пролежав у теці, а потім у 2014 році автор самостійно опублікувати його на Amazon. Рекламував сам в соцмережах, продажі були, твір мав успіх. Згодом до письменника звернулися з видавництва Thomas & Mercer. Роман The Wronged Sons «Скривджені сини» був ще раз  відредагований і перевиданий у 2017 році під новою назвою — When You Disappeared «Коли ти зник».
Написання нових творів потребувало більше часу. Схвальні відгуки читачів та нестримне бажання до створення нових сюжетів потребувало нових рішень і можливостей для письменницької діяльністі. Маррс, коли працював журналістом шоубізнесу, три роки писав у потягах: 90 хвилин до Лондона вранці, годину в обід і ще 90 хвилин у дорозі додому. Так були написані перші п'ять книжок. Тільки у 2018 році письменник кинув журналістику почав писати вдома повний день. За словами Маррса, він пише три дні на тиждень: з 9.00 ранку до 18.00, намагаючись написати щонайменше 2000 слів на день.
Улюбленими письменниками Дж. Маррса є Том Роб Сміт, Джон Бойн, Джилліан Флінн, Джон Нівен, Кара Хантер, Пітер Свонсон, К. Л. Тейлор і Сі Джей Тюдор. Серед найулюбленіших книг — «Невидимі фурії серця», «Пляж», «Американський психопат», «Дейзі Джонс і шість», «Тінь вітру».

## Творчість
Друга самвидавна книга письменника вийшла у 2015 році, вона мала назву «Ласкаво просимо до вас». У 2021 році роман був перевиданий і вийшов під новою назвою The Vacation «Канікули». Увійшов до короткого списку конкурсу Wilbur Smith Adventure Writing Prize.
У 2017 році вийшла третя книга The One «Суджені», яка стала популярним науково-фантастичним серіалом, створеним Netflix. Було відзнято 8 епізодів. Книга мала шалений успіх, була перекладена на 35 мов і розійшлася мільйонним тиражем.
Четверта книга «Добра самарянка» також вийшла у 2017 році й стала світовим бестселером.
Далі автор продовжує продуктивно працювати, у 2018 році випускає свій перший поліційний процесуальний трилер Her Last Move «Її останній хід». В наступному році вийшла книга «Пасажири». У 2020 році вийшов бестселер What Lies Between Us «Ув'язнені брехнею», який був обраний продюсерською компанією Рене Зеллвегер і отримав нагороду International Thriller Writers за найкращий оригінальний роман у м'якій обкладинці. Це був третій роман Маррса, який розійшовся тиражем понад 300 000 примірників. Через рік вийшов роман The Minders.
У 2022 році Дж. Маррс випускає психологічний трилер Keep It In The Family, тираж 100 тис. екземплярів якого був проданий лише за десять місяців. У 2023 році вийшов роман The Marriage Act «Закон про шлюб».  У 2024 році вийшов психологічний трилер The Stranger in Her Hhouse. У цьому ж році читачі отримали книгу The Family Experiment.
Дж. Маррс пише у двох стилях, для одного видавництва він створює психологічні трилери, а для іншого — спекулятивну фантастику (speculative fiction).
Психологічні трилери:
- When You Disappeared;
- The Good Samaritan;
- Her Last Move;
- The Vacation;
- What Lies Between Us;
- Keep It In The Family;
- The Stranger In Her House

Твори, написані в стилі speculative fiction:
- The One;
- The Passengers;
- The Minders;
- The Marriage Act;
- The Family Experiment.

## Українські переклади
Переклад книг Джона Маррса українською мовою здійснило видавництво BookChef. Українські читачі отримали найпопулярніші романи письменника.
- The One — «Суджені», 2021, переклав О. Петік
- The Passengers — «Пасажири», 2022, переклала О. Балера
- The Good Samaritan — «Добра самарянка», 2023, переклала О. Балера
- What Lies Between Us — «Ув'язнені брехнею», 2024, переклала О. Балера
- The Marriage Act — «Закон про шлюб», 2025, переклала К. Пріхно